# Arena Football League 2007
La Arena Football League en su XXI versión, fue la temporada 2007 de la liga estadounidense de fútbol Arena (deporte hermano del fútbol americano, que se celebra bajo techo) la final se jugó en el New Orleans Arena de New Orleans (Luisiana).
Entre los San José Sabercats (De San José, California y los Columbus Destroyers de Columbus, Ohio con victoria para los californianos por 55-33.
- Datos: Q4607902